# شهرستان انتوناگون (میشیگان)
شهرستان انتوناگون، میشیگان (به انگلیسی: Ontonagon County, Michigan) یک سکونتگاه مسکونی در ایالات متحده آمریکا است که در میشیگان واقع شده‌است.